# Нове Ложине
Нове Ложине (словен. Nove Ložine) су насељено место у општини Кочевје, регија Југоисточна Словенија, Словенија.

## Историја
До територијалне реорганизације у Словенији биле су у саставу старе општине Кочевје.

## Становништво
У попису становништва из 2011. године, Нове Ложине су имале 44 становника.
| Број становника према пописима | Број становника према пописима | Број становника према пописима |
| ------------------------------ | ------------------------------ | ------------------------------ |
| 1991                           | 2002                           | 2011                           |
| 32                             | 48                             | 44                             |